# Mikel Zalbide
Mikel Zalbide Elustondo, né en 1951 à Saint-Sébastien, est un philologue, sociologue, écrivain et académicien basque espagnol de langue basque.

## Biographie
Mikel Zalbide étudie en génie industriel à l'université de Navarre, commence à s'impliquer tôt dans le monde de la langue basque et sa normalisation, puis se spécialise en linguistique, en sociologie du langage, en éducation bilingue et tout ce qui concerne la terminologie scientifique.
Mikel Zalbide participe à la fondation Elhuyar et la publication du même nom, ainsi qu'à la création de l'UZEI ou Unibertsitate Zerbitzuetarako Euskal Ikastetxea en 1978. En tant que responsable, il dirige l'élaboration de dictionnaires de physique, chimie et mathématiques.
Membre de la Commission mixte de planification universitaire, créée par le Conseil général basque pour encourager la création de l'université du Pays Basque, Mikel Zalbide est depuis 1981 chef du Service en langue basque du département de l'éducation au sein du Gouvernement basque.
Académicien correspondant depuis 1983, Mikel Zalbide est nommé membre titulaire de l'Académie de la langue basque en 2006.